# 4,5-ジヒドロキシフタル酸デカルボキシラーゼ
4,5-ジヒドロキシフタル酸デカルボキシラーゼ(4,5-dihydroxyphthalate decarboxylase、EC 4.1.1.55)は、以下の化学反応を触媒する酵素である。
4,5-ジヒドロキシフタル酸 {\displaystyle \rightleftharpoons } 3,4-ジヒドロキシ安息香酸 + CO2
従って、この酵素の基質は、4,5-ジヒドロキシフタル酸のみ、生成物は、3,4-ジヒドロキシ安息香酸と二酸化炭素の2つである。
この酵素はリアーゼ、特に炭素-炭素結合を切断するカルボキシリアーゼに分類される。系統名は、4,5-ジヒドロキシフタル酸 カルボキシリアーゼ (3,4-ジヒドロキシ安息香酸形成)(4,5-dihydroxyphthalate carboxy-lyase (3,4-dihydroxybenzoate-forming))である。他に、4,5-dihydroxyphthalate carboxy-lyaseとも呼ばれる。この酵素は、2,4-ジクロロ安息香酸の分解に関与している。